# Comité Olímpico Nacional da Guiné Equatorial
O Comité Olímpico Nacional da Guiné Equatorial (COGE) (em castelhano:  Comité Olímpico Nacional de Guinea Ecuatorial) é um membro do Comité Olímpico Internacional e como Comité Olímpico Nacional organiza os eventos de carácter olímpico na Guiné Equatorial e fiscaliza e organiza os desportos que terão representação do país nos Jogos Olímpicos. Criado em 1980, o COGE faz parte da Associação dos Comités Olímpicos Nacionais de África e é membro associado da Associação dos Comités Olímpicos de Língua Oficial Portuguesa.